# ژنرال گومس
ژنرال گومس (به اسپانیایی: General Güemes) یک منطقهٔ مسکونی در آرژانتین است که در بخش خنرال گومس (سالتا) واقع شده‌است. ژنرال گومس ۴۷٬۳۴۸ نفر جمعیت دارد و ۲۹۵ متر بالاتر از سطح دریا واقع شده‌است.